# Clostridium symbiosum
Il Clostridium symbiosum  è una specie di batterio appartenente alla famiglia delle Clostridiaceae.